# Dorothy Reed Mendenhall
Pour les articles homonymes, voir Reed et Mendenhall.
Dorothy Mabel Reed Mendenhall, née le 22 septembre 1874 à Columbus (Ohio, États-Unis) et morte le 31 juillet 1964 à Chester (Connecticut, États-Unis), est un médecin américain spécialisé  en pathologie cellulaire, en pédiatrie et en santé publique. Elle est l'une des premières femmes à obtenir un diplôme de la Faculté de médecine de l'université Johns-Hopkins, et l'une des premières femmes médecins de la fin du XIXe et du début du XXe siècle. Elle est connue pour avoir découvert en 1901 que la maladie de Hodgkin n'était pas une forme de la tuberculose, mais un cancer, et pour avoir identifié les cellules dites de Reed-Sternberg, caractéristiques de cette maladie.

## Biographie

### Enfance
Dorothy Reed est la deuxième fille et le troisième enfant de Grace Kimball et de William Pratt Reed. Issue d'une classe privilégiée, Dorothy vit avec sa famille élargie sur un vaste domaine. Son père meurt en 1880 de complications liées à son diabète et à la tuberculose, laissant sa famille à la tête d'une importante somme d'argent. Reed est tout d'abord éduquée par sa grand-mère puis une gouvernante.

### Formation
Elle intègre en 1891 le Smith College, université pour femmes, dont elle ressort diplômée en 1895, où Reed découvre sa passion pour la médecine en classe de biologie. Après avoir appris que l'École de médecine de l'université Johns-Hopkins acceptait les femmes, Reed prend des cours de sciences préparatoires au Massachusetts Institute of Technology (MIT) pendant une année, de 1895 à 1896, afin de postuler à l'école de médecine,. 
Lors de l'ouverture aux femmes de l'École de médecine Johns-Hopkins, quatre femmes sont sélectionnées et acceptées selon les mêmes critères que ceux subis par les hommes. En effet, depuis 1890 et sous l'influence de plusieurs femmes liées aux membres du conseil d'administration de l'université Johns-Hopkins, le Women’s Fund Committee est fondé et permet la création d'une école de médecine, ouverte aux hommes comme aux femmes,. Dorothy Reed intègre donc la faculté de médecine en 1896, avec trois autres étudiantes : Florence Sabin, qui deviendra la première femme à enseigner à l'école de médecine de l'université, Gertrude Stein qui abandonnera ses études en 1902, et Margaret Long qui travaillera sur la tuberculose,.
Dorothy Reed est diplômée en 1900 et termine quatrième de sa promotion. Elle est récompensée par un internat à l'hôpital Johns-Hopkins, sous la direction du Dr William Osler. Osler ne souhaitait au départ pas que Dorothy Reed le rejoigne, et lui aurait dit que ce n'était pas un endroit pour les femmes. Il affirmera plus tard qu'il ne voulait cependant pas être considéré comme hostile à l'égard de l'entrée des femmes en école de médecine. Néanmoins, le domaine de la médecine est alors dominé par les hommes. Des professeurs comme des étudiants lui disent que la formation médicale apportée à une femme est un gâchis, puisqu'elle se marierait, aurait des enfants et ne pratiquerait donc jamais la médecine.

### Carrière médicale
Elle se voit offrir un stage dans un asile d'aliénés, lieu d'exercice alors couramment proposé aux femmes médecins. Elle le décline pour étudier la pathologie sous la direction du Dr William Welch, mais fait face à certaines difficultés en raison des faibles opportunités d'avancement qui lui sont offertes. Dorothy Reed et ses collègues sont davantage intéressés par leur travail de médecin que par le mouvement féministe. Dans son journal sont retrouvées des notes selon lesquelles les étudiantes seraient hypersensibles, ce envers quoi elle se montrait peu tolérante. Tout en réalisant ses recherches en pathologie, Dorothy Reed enseigne la bactériologie, assiste à des autopsies et entreprend des recherches sur la maladie de Hodgkin.
Ce sont ses recherches sur la maladie de Hodgkin qui lui valent d'être reconnue. En 1901, elle découvre les cellules spécifiques à la maladie de Hodgkin, qui permettent également son diagnostic. Elle montre que cette affection, alors considérée comme une forme de tuberculose, est en réalité un cancer et non une infection. Elle effectue des expériences sur les lapins montrant que la maladie de Hogkin n'est pas transmissible, et compare des échantillons de tissus de patients atteints de chaque affection. Les cellules spécifiques identifiées furent plus tard nommées les cellules de Reed-Sternberg et sont utilisées comme marqueurs de la maladie. Le fait de pouvoir désormais clairement identifier la maladie a ainsi permis le développement d'un traitement efficace, faisant ainsi passer le taux de survie à 5 ans des patients atteints d'un lymphome hodgkinien à 80 %, contre 40 % pour les malades atteints d'un lymphome non-hodgkinien. Les résultats de ses travaux sur les cellules de Reed-Sternberg sont publiés en 1902. 
Malgré sa passion pour la pathologie, Reed débute la recherche en pédiatrie, notamment en raison de l'absence d'avancement dans sa discipline. En 1903, elle accepte ensuite un stage en pédiatrie à l'hôpital pour bébés de la ville de New York, où elle devient le premier médecin résident. Elle y travaille sous la direction L. E. Holt, pionnier de la pédiatrie, auteur du premier livre de référence sur le sujet et de The care and feeding of children. Lors de son arrivée de Dorothy Reed dans l'institution, aucun médecin n'était présent et Holt était peu respectueux des femmes médecins.
En 1906, elle quitte New York pour Madison, dans le Wisconsin, afin d'épouser Charles Elwood Mendenhall, qu'elle a rencontré lors de ses études de médecine et qui enseigne la physique à l'université du Wisconsin. Il devient plus tard président du département de Physique. Elle interrompt alors sa carrière en médecine. Ils ont ensemble quatre enfants. Le premier d'entre eux, une fille nommée Margaret, décède le 20 février 1907, un jour après sa naissance, et le second, un garçon appelé Richard, né en 1908, décède à l'âge d'un an lors un accident, en chutant du toit de la maison familiale. Leur troisième enfant, Thomas Colwin Mendenhall, naît en 1910 et devient plus tard professeur d'histoire à l'université Yale, et le sixième président du Smith College. Leur dernier enfant, John « Blackjack » Mendenhall, né en 1913, devient un célèbre médecin et un membre de la faculté de médecine de l'université du Wisconsin. Il réalise d'abord une résidence en pathologie, comme l'avait fait sa mère, et à la suite de son service lors de la Seconde guerre mondiale, devient chirurgien thoracique après avoir contracté la tuberculose.
Après avoir interrompu sa carrière médicale pendant huit années, elle reprend l'exercice de la médecine en 1914 en se tournant vers la pédiatrie et la santé publique. Elle rédige alors des bulletins pour plusieurs institutions. Elle initie une éducation à la santé publique et une diffusion des nouvelles connaissances en pédiatrie.
En 1917, elle part à Washington où elle rejoint le Children's Bureau (Bureau pour les Enfants). Elle participe à un programme national de mesure des enfants de moins de six ans aux États-Unis, de 1918 à 1919, afin d'étudier la malnutrition et établir des normes de croissance puis s'intéresse aux institutions dédiées aux orphelins de guerre en Europe et étudie également la nutrition des enfants en Angleterre. Elle retourne dans le Wisconsin tout en continuant à collaborer avec le Children's Bureau. Elle effectue ensuite une comparaison de la mortalité infantile et maternelle entre les États-Unis et le Danemark et publie des rapports à ce sujet en 1928 et 1929.

### Décès
Elle meurt d'athérosclérose à 89 ans, le 31 juillet 1964, à Chester dans le Connecticut.

## Publications
Mendenhalla publié plusieurs livres, dont Milk: the Indispensable Food for Children en 1918 et What is Happening to Mothers and Babies in the District of Columbia? Ces deux ouvrages ont été accrédités par le département américain du Travail.
Milk: the Indispensable Food for Childrendécrit le laitcomme un aliment riche en protéines, vitamines et minéraux, et comme un aspect essentiel pour le développement de l'enfant, à la fois pour sa croissance, son poids et le développement de sa structure osseuse. Selon Dorothy Reed, le lait constitue un bon produit car il est à la fois riche en nutriments et son coût est faible.
What is Happening to Mothers and Babies in the District of Columbia? En 1925, la mortalité infantile s'accroît fortement dans le district de Columbia. Dorothy Reed réalise une étude durant trois années afin d'en rechercher la cause. En effet, il existe alors une différence d'espérance de vie à la naissance en faveur des bébés blancs par rapport aux bébés afro-américains. Elle suppose alors que les enfants nés dans les aires très urbanisées sont davantage touchés par la mortalité infantile que les enfants issus d'aires non urbaines.